# Cryptaspidia trifoliata
Cryptaspidia trifoliata är en insektsart som beskrevs av William D. Funkhouser. Cryptaspidia trifoliata ingår i släktet Cryptaspidia och familjen hornstritar. Inga underarter finns listade i Catalogue of Life.